# Koichi Sekimoto
Koichi Sekimoto (født 23. maj 1978, død 23. januar 2016) var en japansk fodboldspiller.
Han har spillet for flere forskellige klubber i sin karriere, herunder Sagan Tosu.